# Geografia della Cambogia

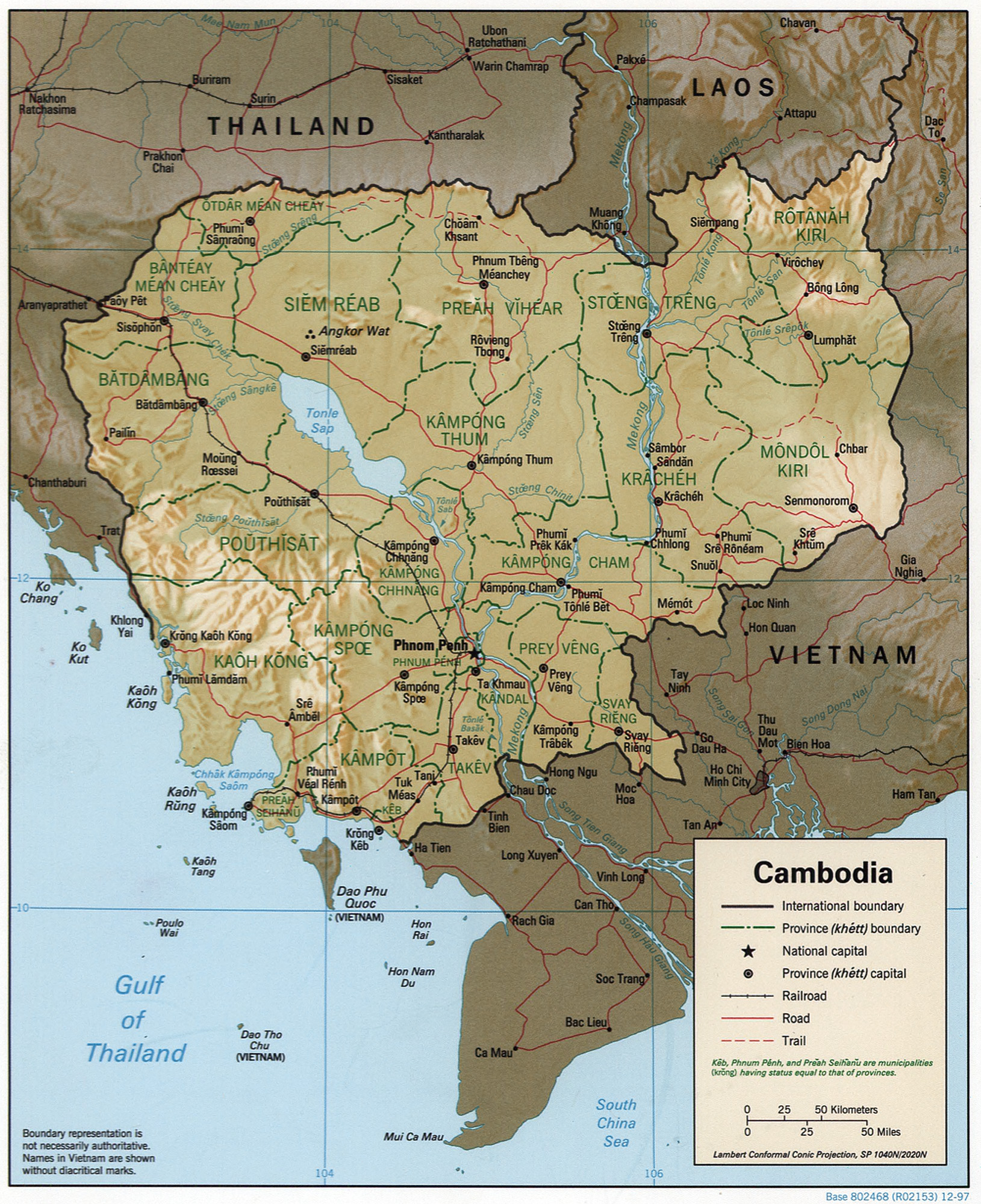
Carta della Cambogia

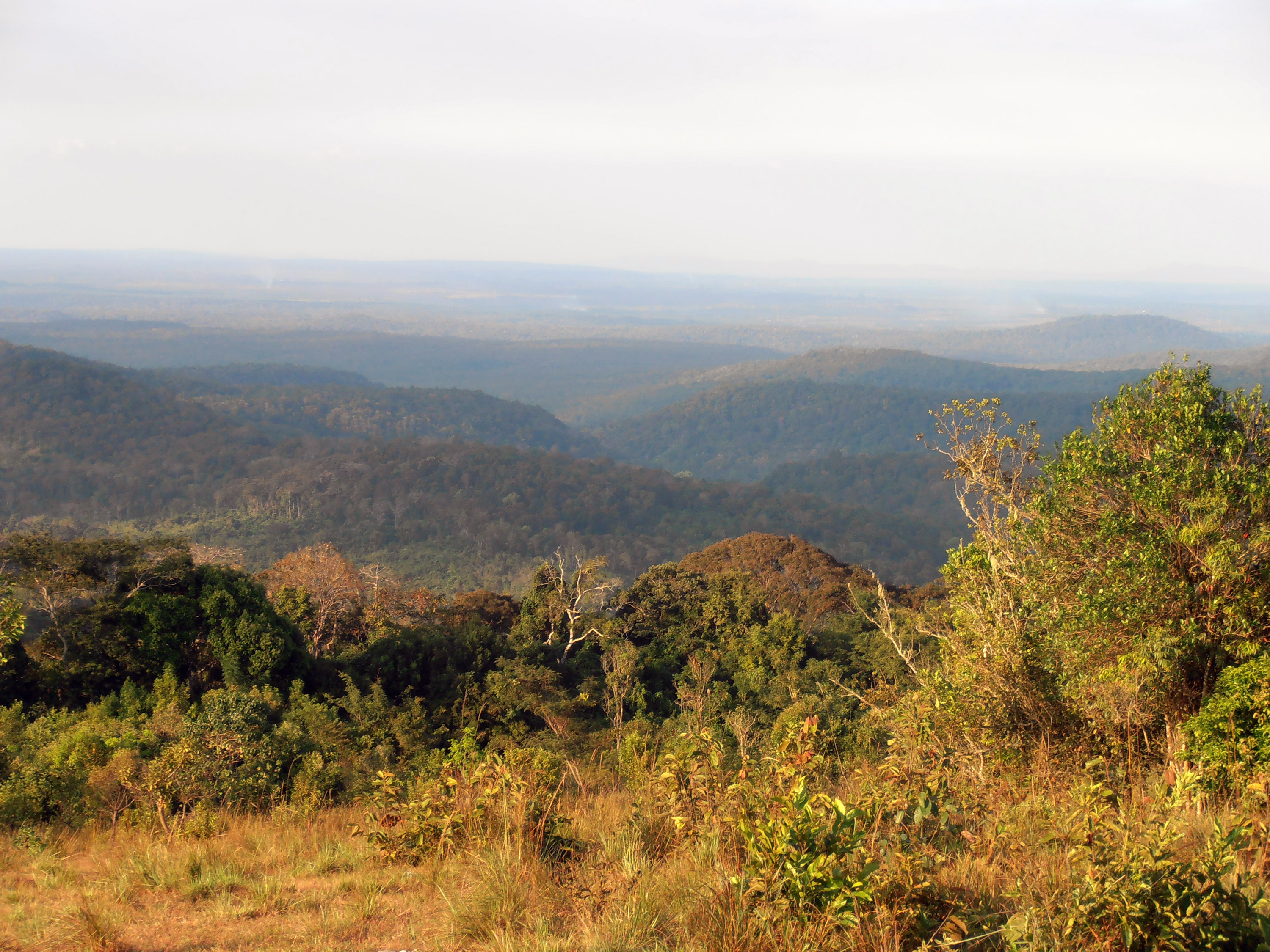
Gli altopiani nord-orientali

La Cambogia, delle dimensioni pari a circa un terzo di quelle della Francia e poco maggiore di Italia settentrionale e centrale considerate assieme (178.312 km² contro i 181.035 dello stato asiatico), confina a ovest e a nord-ovest con la Thailandia, a nord-est con il Laos, a est e a sud-est con il Vietnam, e a sud-ovest con il golfo di Thailandia. L'estensione massima del paese è di circa 450 km da nord a sud e di 580 km da est a ovest.

## Morfologia

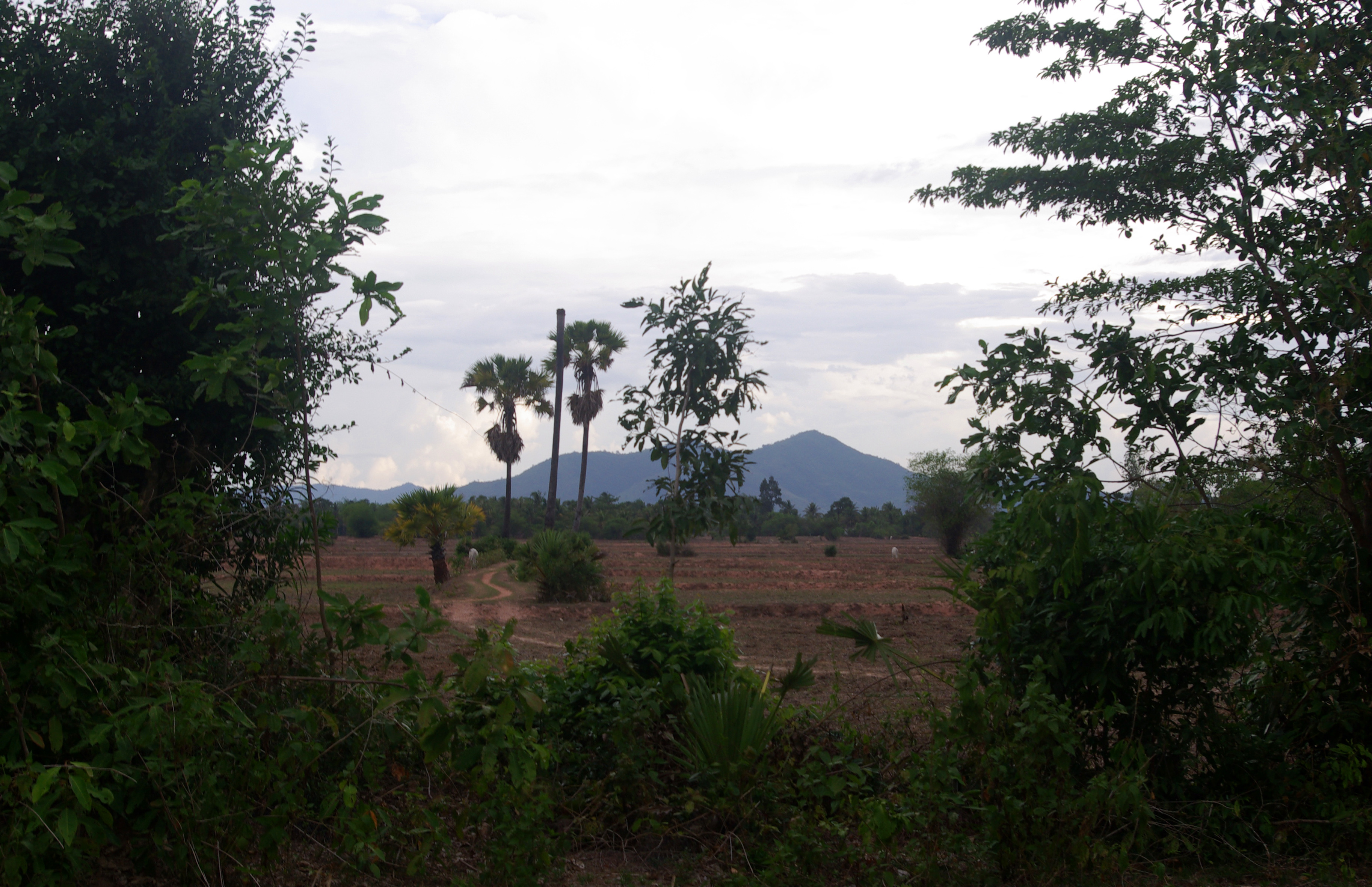
Panorama della provincia di Kampot; sullo sfondo, la catena dei Monti dei Cardamomi

Il territorio della Cambogia è caratterizzato da una pianura alluvionale centrale depressa, circondata da altopiani e montagne poco elevate, che comprende il Tonle Sap (Grande Lago) e le propaggini superiori del delta del fiume Mekong. All'esterno di questa regione centrale vi è una zona di pianure di transizione, in gran parte ricoperte da foreste, che si innalzano fino a circa 200 m di altitudine. Verso nord, la pianura cambogiana si interrompe di fronte ad una scarpata di arenaria, che forma una falesia rivolta verso sud che si allunga per più di 320 km da ovest a est e si innalza improvvisamente sulla pianura con un'altezza variabile tra i 180 e i 550 m. Questa scarpata segna il limite meridionale dei monti Dangrek (in khmer: Dângrêk). Attraverso le regioni orientali del paese, scorre verso sud il fiume Mekong. A est del Mekong le pianure di transizione sfumano gradualmente negli altopiani orientali, una regione di montagne ricoperte da foreste e di alti tavolati che si estende fino al Laos e al Vietnam. Nella Cambogia sud-occidentale, due distinti blocchi di altopiano, i monti Krâvanh (o Monti dei Cardamomi) e i monti Dâmrei (Massiccio dell'Elefante) formano un'altra regione di alteterre che ricopre gran parte della superficie compresa tra il Tonle Sap e il golfo di Thailandia. In questa regione remota e in gran parte disabitata, il monte Aôral, la cima più elevata della Cambogia, si innalza fino a 1813 m di quota. La regione costiera meridionale adiacente al golfo di Thailandia è costituita da una sottile striscia di pianura, ricoperta da fitte foreste e scarsamente popolata, isolata dalla pianura centrale dalle alteterre sud-occidentali.

## Idrografia
I due soggetti principali dell'idrografia della Cambogia sono il fiume Mekong e il Tonle Sap. Il Mekong, che nasce sull'altopiano del Tibet e sfocia nel mar Cinese Meridionale, entra in Cambogia provenendo dal Laos in prossimità delle cascate di Khone e scorre generalmente verso sud fino al confine con il Vietnam, percorrendo un tragitto all'interno del paese di 510 km. Il Mekong è collegato al Tonle Sap attraverso il fiume Sab. 

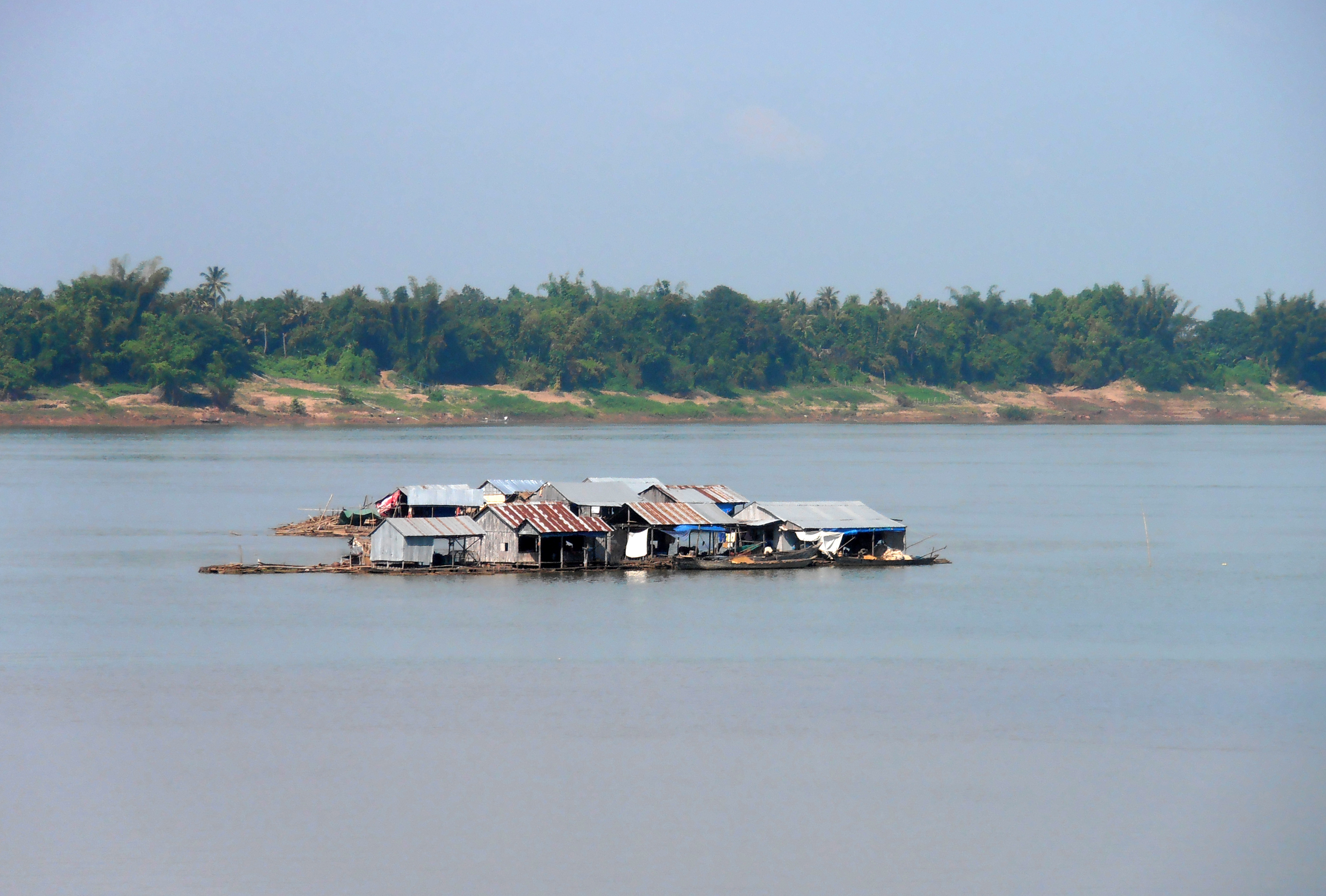
Case galleggianti sul Mekong

Durante la stagione delle piogge (da metà maggio ai primi di ottobre), l'enorme volume di acque del Mekong risale il Sab e penetra nel Tonle Sap, situato 105 km a nord-ovest, facendo crescere la superficie del lago, che nella stagione secca raggiunge un minimo di 3100 km², fino a un massimo di 7800 km² o più durante la stagione delle piogge. Quando il livello della portata delle acque del Mekong diminuisce, durante la stagione secca, il processo si inverte: le acque dal Tonle Sap refluiscono nel Mekong, mutando la direzione del loro corso. In conseguenza di questo fenomeno che si ripete ogni anno, il Tonle Sap è una delle più ricche fonti al mondo di pesce d'acqua dolce.

## Suoli
La maggior parte dei suoli della Cambogia sono sabbiosi e poveri di nutrienti. Le aree della parte orientale del paese caratterizzate dalla cosiddetta terra rossa, tuttavia, sono adatte a colture commerciali quali il caucciù e il cotone. L'inondazione annuale del Mekong durante la stagione delle piogge deposita un ricco sedimento alluvionale che, oltre ad essere all'origine della fertilità della pianura centrale, fornisce una fonte di irrigazione naturale per la coltivazione del riso.

## Clima

Carta climatica della Cambogia in base alla classificazione dei climi di Köppen

Il clima della Cambogia è governato dai monsoni, che definiscono due stagioni principali. Da metà marzo ai primi di ottobre, gli impetuosi venti prevalenti del monsone di sud-ovest portano forti piogge ed elevata umidità. Dai primi di novembre a metà marzo, i più deboli e secchi venti del monsone di nord-est portano nuvolosità variabile, precipitazioni occasionali e un livello di umidità minore. Il tempo atmosferico tra queste due stagioni è di transizione. Le temperature massime sono elevate durante tutto l'anno, e vanno dai circa 28 °C di gennaio, il mese più freddo, ai circa 35 °C di aprile. Le precipitazioni annue variano considerevolmente da una parte all'altra del paese, da più di 5000 mm sui versanti rivolti al mare delle alteterre sud-occidentali ai circa 1270-1400 mm nelle regioni della pianura centrale. Tre quarti delle precipitazioni annue cadono durante i mesi in cui imperversa il monsone di sud-ovest.

## Flora e fauna

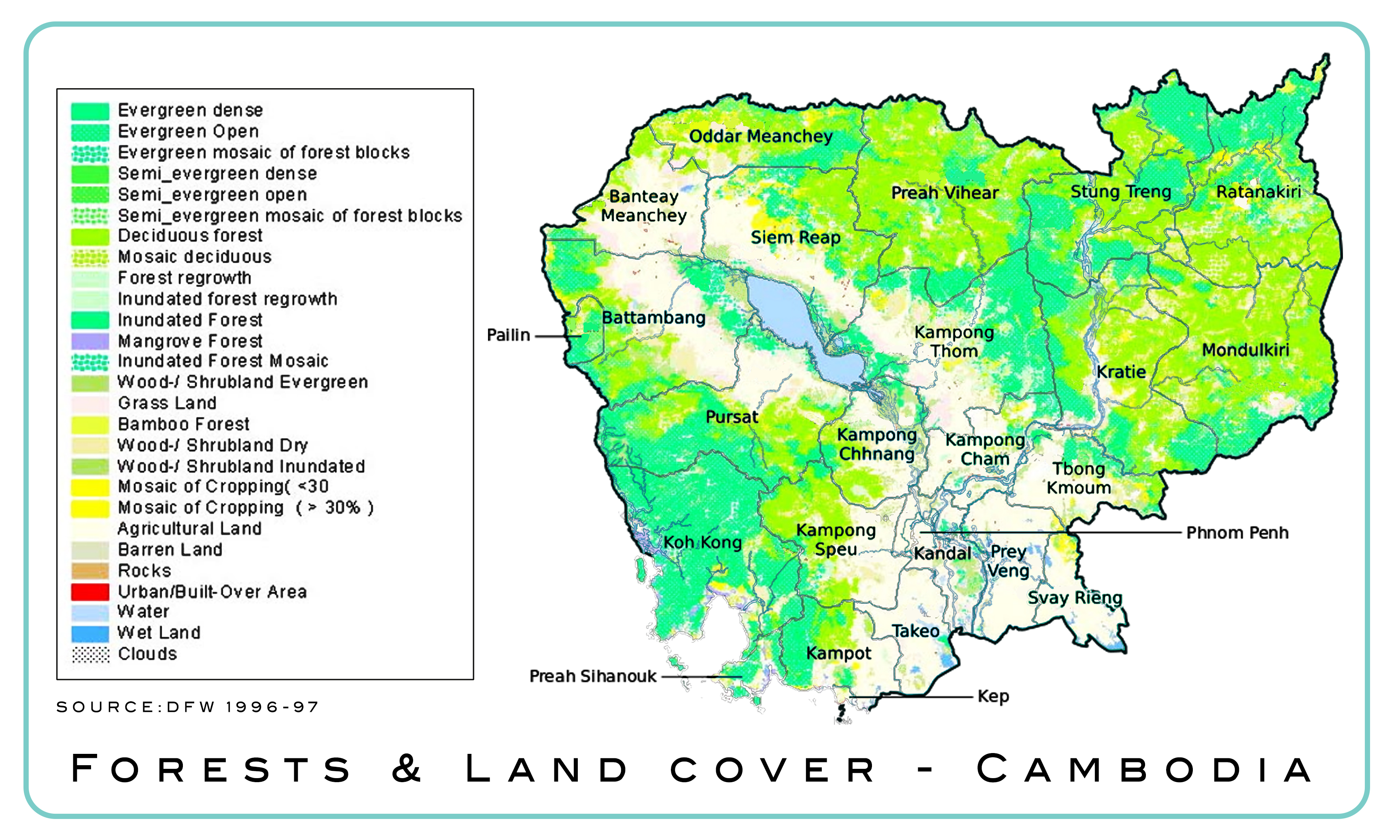
Ambienti naturali della Cambogia

Nonostante gran parte della Cambogia sia ricoperta da fitte foreste, la regione della pianura centrale è disseminata di risaie, campi di colture asciutte quali mais e tabacco, tratti di erbe alte e canneti, e da rare aree boschive. Nelle pianure di transizione predomina un ambiente di savana, in cui le erbe possono raggiungere un'altezza di 1,5 m. Sugli altopiani orientali gli elevati tavolati sono ricoperti da erba e foreste decidue. Sulle aree montuose del nord crescono foreste sempreverdi di latifoglie, con alberi di 30 m che svettano sopra un fitto sottobosco di rampicanti, rattan, palme, bambù e tutta un'intera varietà di arbusti e piante erbacee. Negli altopiani sud-occidentali, foreste aperte di pini crescono a quote superiori, mentre i versanti rivolti al mare, ben irrigati dalle piogge, sono tappezzati da foreste pluviali vergini con alberi che crescono fino a 45 m o più. Lungo la fascia costiera, la vegetazione varia da foreste sempreverdi a distese di mangrovie quasi impenetrabili.

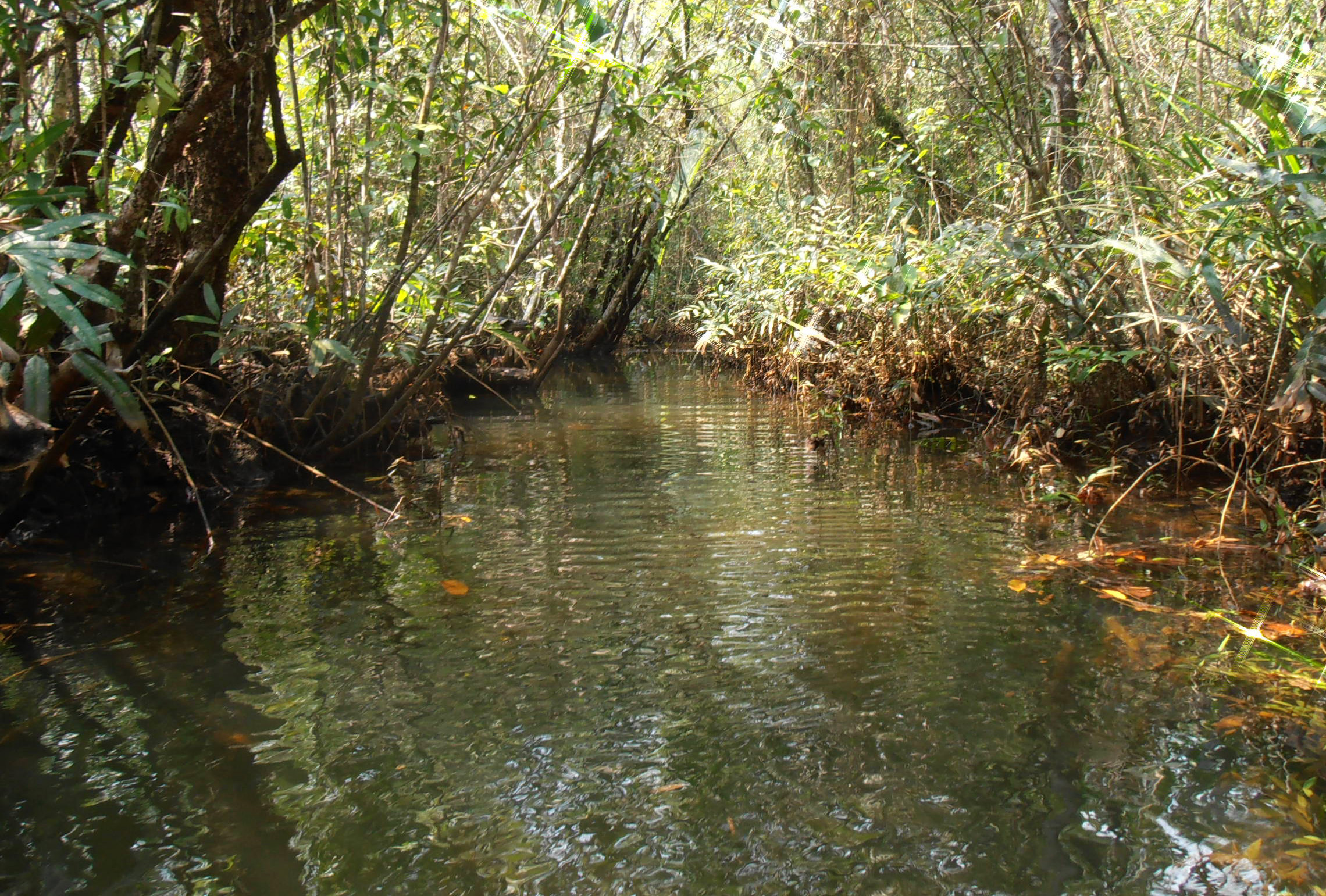
Mangrovie della fascia costiera

Le foreste nord-orientali della Cambogia - come le aree limitrofe di Laos e Vietnam - un tempo ospitavano grandi popolazioni di animali selvatici quali elefanti, bovini selvatici, rinoceronti e varie specie di cervi, ma la scomparsa del manto forestale, unita alle guerre e alle attività venatorie non regolamentate, hanno ridotto notevolmente il loro numero. Piccole popolazioni della maggior parte di queste specie si possono ancora trovare nell'area, assieme a qualche tigre, leopardo, orso, e a molti piccoli mammiferi. Tra gli uccelli più comuni figurano aironi, gru, galli, fagiani, pavoni, pellicani, cormorani, garzette e anatre selvatiche. Quattro varietà di serpenti sono particolarmente pericolose: il cobra indiano, il cobra reale, il bungaro fasciato e la vipera di Russell.